# Atractus sanguineus
Atractus sanguineus är en ormart som beskrevs av Prado 1944. Atractus sanguineus ingår i släktet Atractus och familjen snokar. Inga underarter finns listade.
Arten förekommer i Colombia i departementet Antioquía. Honor lägger ägg.